# Kim Fowley

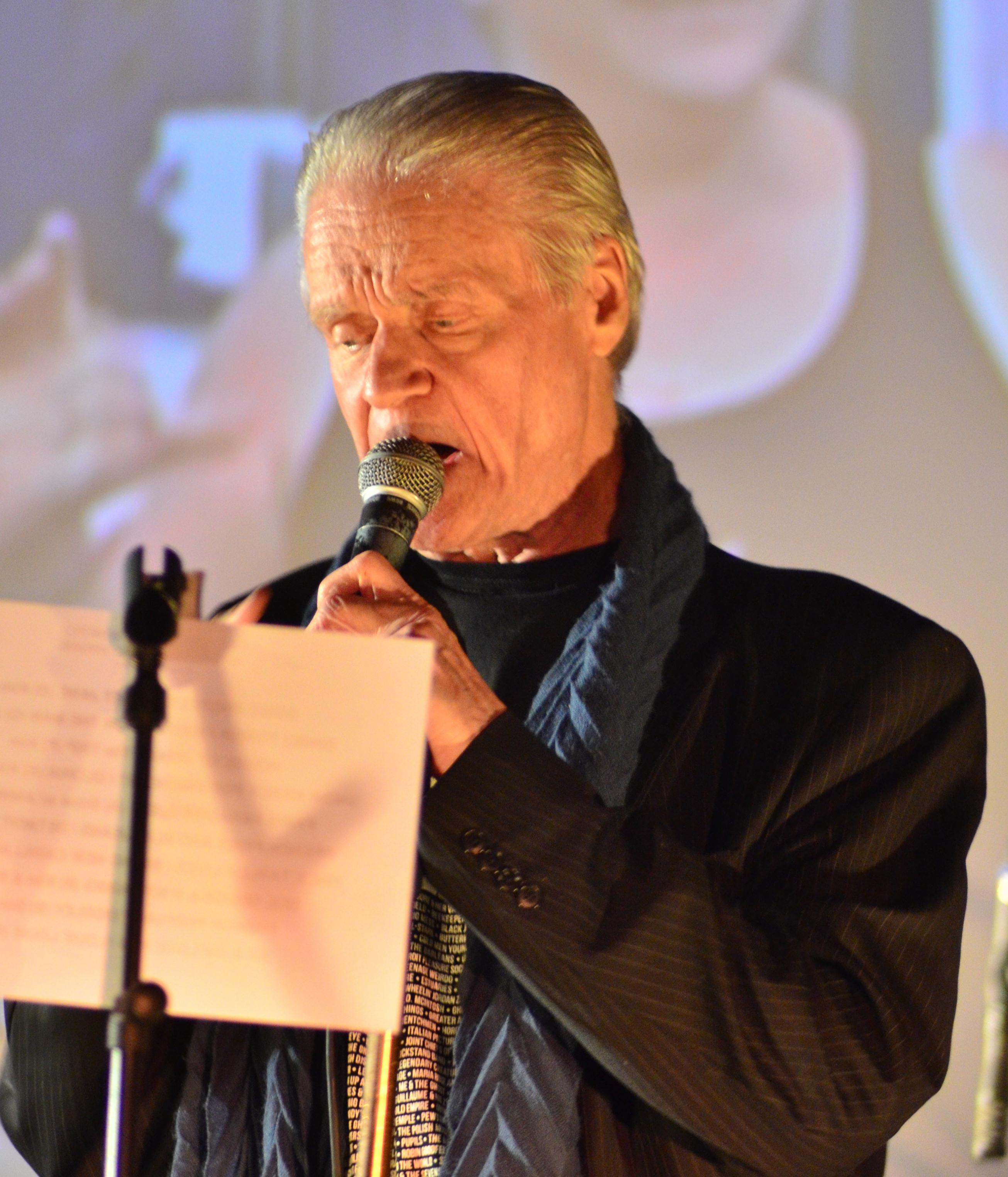
Kim Fowley (2012)

Kim Vincent Fowley (* 21. Juli 1939 in Los Angeles; † 15. Januar 2015 ebenda) war ein US-amerikanischer Musikproduzent, Songwriter und Musiker.

## Leben
Kim Fowley kam 1939 als Sohn des Schauspielerehepaars Douglas Fowley und Shelby Payne (1917–2000) im kalifornischen Los Angeles zur Welt. Seine Karriere in der Musikindustrie war ebenso wechselhaft wie lang. Kommerzielle Erfolge blieben ihm meist versagt; sein vielleicht bekanntestes Produkt war die rein weiblich besetzte Rockband The Runaways (mit Joan Jett, Sandy West, Lita Ford, Cherie Currie und Jackie Fox), die er in den 1970er Jahren produzierte.
In den 1960er Jahren produzierte und schrieb Fowley hunderte von Songs der unterschiedlichsten Stile, u. a. Bubblegum, Girlgroup, Folk, Country und Psychedelic Rock. Seine drei größten Erfolge als Produzent waren Alley-Oop von The Hollywood Argyles (Platz 1 der US-Hitparade 1960); Nut Rocker von B. Bumble & the Stingers (Platz 1 in Großbritannien 1962) und Popsicles and Icicles von The Murmaids, Platz 3 in USA 1963.
Mitte der 60er lebte Fowley eine Zeit lang in London, wo er mit den damals noch unbekannten Künstlern Cat Stevens, einer Vorform von Slade namens The N’Betweens, Soft Machine (er produzierte ihre erste Single) und den Lancasters (mit Ritchie Blackmore) zusammenarbeitete. 1965 schrieb er mit The Trip den wohl ersten Rocksong über eine psychedelische Erfahrung mit LSD. Die Single wurde in den USA weitgehend ignoriert, war aber ein kleiner Hit in Europa und eine der ersten Veröffentlichungen des Labels Island Records. 1966 produzierte er den Novelty-Hit They’re Coming to Take Me Away Ha-Haaa! von Napoleon XIV. Er ist einer der Gastmusiker (am Megaphon) auf Frank Zappas erster Platte Freak Out!. 1967 änderte er den Namen von Roger Chapmans Band von Roaring Sixties in Family.
1969 produzierte Fowley I’m Back and I’m Proud, das von den Kritikern gelobte Comeback-Album von Gene Vincent, sowie das Debütalbum von Warren Zevon. Zwischen 1969 und 1971 schrieb er zusammen mit seinem Freund Skip Battin, dem damaligen Bassisten von The Byrds, bei einigen der Lieder mit, die auf den Alben Untitled (1970) und Farther Along (1971) veröffentlicht wurden. Eines dieser Lieder, America’s Great National Pastime, wurde sogar als Single veröffentlicht, sein Americana-Einschlag kam jedoch nicht gut an.
Er schrieb Lieder für so unterschiedliche Künstler wie KISS, Helen Reddy, Slade, Alice Cooper, Leon Russell und Kris Kristofferson. Gemeinsam mit John Cale produzierte er das Debütalbum der Kultband The Modern Lovers.
Seine Soloalben haben sich durchweg schlecht verkauft, aber Alben wie I’m Bad und International Heroes werden als Wegbereiter des Punkrocks angesehen. Einige seiner New-Wave-Aufnahmen der späten 70er werden als Vorläufer des Electroclash-Genres genannt.
Zuletzt lebte Fowley in Kalifornien und arbeitete als Produzent. Steven Van Zandt lud ihn 2005 ein, neben
Joan Jett, Andrew Loog Oldham (Ex-Manager und Produzent der Rolling Stones) und anderen bei seinem Radiosender Underground Garage mitzuarbeiten. Fowley präsentierte jeden Samstag und Sonntag eine vierstündige Sendung. Er starb am 15. Januar 2015 in seinem Zuhause in Hollywood im Alter von 75 Jahren an den Folgen einer Erkrankung an Blasenkrebs.

## Von Fowley produzierte Aufnahmen (Auswahl)
- 1960 The Hollywood Argyles: Alley Oop – US #1
- 1961 B. Bumble and the Stingers: Bumble Boogie – US #21
- 1962 B. Bumble and the Stingers: Nut Rocker – US #23, UK #1
- 1962 The Rivingtons: Papa Oom Mow Mow – US #48 (Platz 4 als Surfin’ Bird von The Trashmen 1963)
- 1963 The Murmaids: Popcicles and Icicles – US #3
- 1966 Napoleon XIV: They’re Coming to Take Me Away Ha-Haaa! – UK #4
- 1969 Gene Vincent: 'I’m Back And I’m Proud!' (LP)
- 1976 The Modern Lovers: The Modern Lovers (LP)
- 1977 Helen Reddy: Ear Candy (LP)
- 1977 Vicky Leandros: Vicky Leandros (LP)
- div. von The Runaways
- 2003 Various Artists: Incredible But True – the Kim Fowley Story (Ace Records)

## Sexuelle Übergriffe
Im Juli 2015 erhob Jackie Fuchs (auch bekannt unter ihrem Bühnennamen als Jackie Fox, Bassistin der Band The Runaways) über einen Artikel des von ihr ausgewählten Journalisten Jason Cherkis in der Huffpost den durch Zeugenaussagen gestützten Vorwurf, Fowley habe sie in der Silvesternacht 1975 nach einem Runaways-Auftritt in dem Club Wild Man Sam’s in Orange County auf einer Party in einem Motel vergewaltigt. Fuchs, die damals gerade seit elf Tagen sechzehn Jahre alt war, soll mit bis zu sechs Tabletten des Arzneimittels Quaalude betäubt worden sein, ein Hypnotikum mit dem Wirkstoff Methaqualon, das in den 1970er-Jahren in der Szene als Rauschmittel weit verbreitet war. Die Droge sei ihr von einem Roadie verabreicht worden, der sie instruiert habe, sie einzunehmen und keine Fragen zu stellen.
Fuchs, die normalerweise keine Drogen nahm, habe darauf immer wieder das Bewusstsein verloren und sei handlungsunfähig gewesen, während der zu dieser Zeit 36 Jahre alte Fowley sie erst einem Roadie zum Beischlaf angeboten und dann vor den Augen einer Gruppe von Partygästen inklusive Bandkolleginnen Currie, West und Jett selbst vergewaltigt habe. Hierbei habe er die Zähne gefletscht und geknurrt wie ein Hund, zwischenzeitlich sei er aufgestanden und durch den Raum stolziert, um dann wieder zu Jackie Fuchs’ Körper zurückzukehren.
Auch Kari Lee Krome, Mitbegründerin und Songschreiberin der Gruppe, gab an, von Fowley im Alter von 14 Jahren mehrere Male sexuell missbraucht worden zu sein. Krome (eigentlicher Name Cari Lee Mitchell) reichte 2023 in Kalifornien Klage gegen die Erben des verstorbenen Kim Fowley ein, wegen sexuellem Missbrauch der in den 1970er Jahren minderjährigen Krome durch Fowley. In der Klage beschuldigte sie Fowley zudem der Aneignung zahlreicher Songs, die sie für The Runaways geschrieben habe, darunter besonders der Debütsong Cherry Bomb.
Michael Steele, die spätere Bassistin von The Bangles, war zeitweilig ein frühes Bandmitglied der Runaways. Sie sagte 2001, dass Fowley sie aus der Band feuerte, weil sie seinen sexuellen Annäherungsversuchen nicht nachgekommen sei.